# کلده
کَلده یا کلدان (به اکدی: māt Kaldu) نام یکی از بخش‌های تمدن بابل است که سلسله یازدهم پادشاهی بابل را به نام آنان کلدانی می‌نامند، دورانی کوتاه (۶۱۲_۵۳۹ پ. م) با پنج پادشاه بود که دو پادشاه آخری نیز کلدانی نبودند (واپسین آنان نبونید، آرامی بود). نخستین آنان نبوپلسّر بود که فرزند خود را به نام یکی از پادشاهان سابق بابل یعنی نبوکدنصر یکم، که با وی هیچ خویشاوندی نداشت، نبوکدنصر دوم (بخت النصر) خواند.
پایتخت (یا بزرگ‌ترین شهر) کلدانیان بیت یاکین نام داشت و در کرانه سمت چپ فرات، میانِ بصره و ناصریه در عراق کنونی قرار داشت. حاکم کلدانیان نیز پادشاه بیت یاکین نامیده می‌شد. همان‌طور که بابلی‌ها پادشاهِ خود را پادشاهِ بابل می‌نامیدند.
کلدانی‌ها سامی بودند. زبان کلدانیان از زبان‌های سامی بابلی بود و شباهت‌هایی به زبان آشوری داشت، در دوره‌های بعدی زبان بابلی و سپس زبان آرامی جای آن را گرفت. آنها بخشی از تمدن بابلی به‌شمار می‌آمدند و در خواندن و نوشتن استاد بودند و زبردستی شگفتی در سحر و جادو و علوم غریبه داشتند. به طوری که در دوران حکومت ایرانیان کلمه کلدانی به معنای ستاره‌شناس و جادوگر به کار می‌رفت (از جمله در کتاب دانیال نبی و در نوشته‌های استرابو).
شناخته شده‌ترین پادشاهان آنان نبوکدنصر دوم (نَبوکَدنَصَر) (بُختُ نَصَّر) بود که ۴۰ سال پادشاهی نمود و مصریان را شکست داد و پایتخت یهودیان (اورشلیم) را تسخیر و ویران کرد و هزاران یهودی و دو پادشاه آنان را به اسارت گرفت و به بابل آورد. در دوران این پادشاه دانش ریاضیات و اخترشناسی پیشرفت فراوانی کرد و تقسیم شبانه‌روز به ۲۴ ساعت و هر ساعت به ۶۰ دقیقه و هر دقیقه به ۶۰ ثانیه، و تعیین ماه‌های خورشیدی و قمری و پیش‌بینی خورشیدگرفتگی و ماه‌گرفتگی و جز این‌ها، در این دوره رخ داده‌است. گرچه نخستین پیش‌بینی‌ها را به ایلامیان وابسته می‌دانند که در ۱۷۵۰ پ.م. پادشاهی سومر را به پایان خود رسانیدند.

## پیشینه
پس از ضعف امپراتوری آشور، در نتیجه شورش مردمان تحت فرمان آن‌ها در ایالات دوردست و اختلافات داخلی، یکی از قبایل سامی به نام «کلدو» که در جنوب عراق به دامداری مشغول بود، سر به شورش برداشته و با سربازان آشوری به نبرد برخاست. وسرتاسر جنوب عراق را اشغال نمود و سپس شهر بابل را به تصرف درآورد و آنگاه به همراه پادشاه ماد، پایتخت آشوریان را مورد حمله قرار داد و پس از اشغال آن، سرزمین‌هایشان را میان قوم خود تقسیم کرد. کلدانی‌ها در سال ۶۰۶ ق.م. آشوری‌ها را نابود ساختند و دولت بابلیان جدید را در شهر بابل پایه‌ریزی کردند.
کلدانیان دشمنی دیرینه‌ای با آشوریان داشتند و متحد سنتی عیلامیان و مادها در نبرد با فرمانروایان آشوری بودند.

## اشغال سرزمین یهودیه

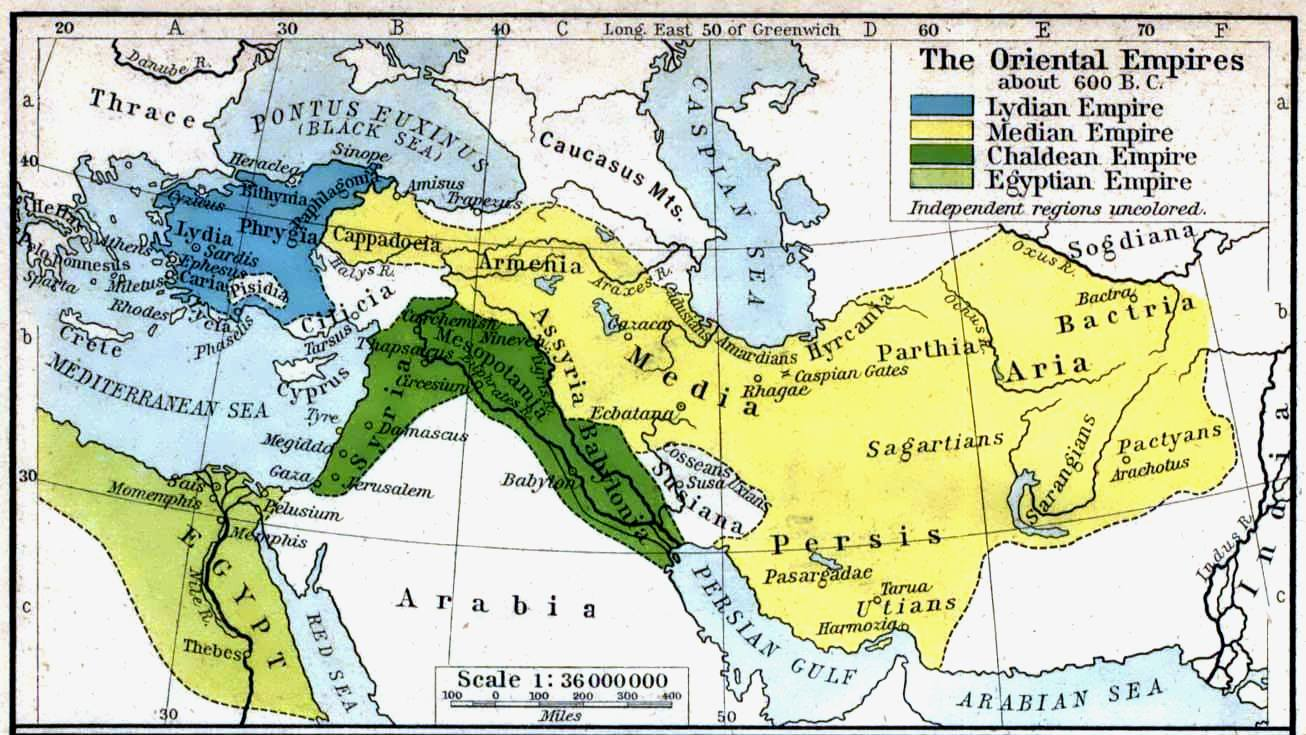
فرمانروایی کلدانیان بر بابل نوین در ۶۰۰ پ. م

در قرن هفتم ق. م شهر بابل تحت فرمانروایی کلدانیان به رهبری بخت نصر در قالب امپراتوری جدید بابل مجدداً عظمت خود را بازیافت. نبوپولاسار از ۶۲۶ تا ۶۰۵ ق.م. حکومت کرد و سلسله جدید فرمانروایان بابل را بنیاد نهاد. پس از او پسرش بخت نصر از ۶۰۵ تا ۵۶۲ ق. م فرمانروایی کرد. او پیکارهای سختی را علیه یهودیان انجام داد و شورش آنها را در هم کوبید. در سال ۵۹۷ پ. م سرزمین یهودیه را به تصرف درآورد و در سال ۵۸۶ ق. م شهر اورشلیم و معبد سلیمان را نابود کرد. به این ترتیب یهودیان در زنجیر اسارت و بردگی به بابل رفتند.
بخت نصر بسیاری از مردمان یهودیه که توان کار کردن را داشتند به اسارت به بابل برد که در آن هنگام پایتخت کلدانی محسوب می‌شد. سرزمین یهودیه به صورت یکی از ایالات امپراتوری بابل درآمد. یهودیان تا سال ۵۳۸ ق. م یعنی زمانی که ایرانیان به بابل حمله و آخرین امپراتوری میان‌رودان را نابود کردند همچنان در اسارت بودند.
سرانجام امپراتوری قدرتمند بابل به دست کوروش بزرگ در سال ۵۳۸ ق. م فتح شد و ساتراپ (شهرب) بابل بخشی از شاهنشاهی هخامنشی گردید.